# Olimpijski stadion u Ateni
Olimpijski stadion (grčki:Ολυμπιακό Στάδιο) je stadion u Ateni i dio je Olimpijskog sportskog kompleksa u Ateni. Poznat je i kao Atenski olimpijski stadion i Spiros Louis Stadion, dobio ime po Spiridonu "Spiros" Louisu, čovjeku koji je osvojio prvi moderni maraton na Olimpijskim igrama 1896.

## Povijest
Olimpijski stadion se nalazi u području Maroussi i Ateni i najveći je grčki stadion. U 2004. godini bio je domaćin 28. Olimpijskih igara u Ateni (atletika, nogomet, te otvaranje i zatvaranje Olimpijskih igara).
Originalni stadion (prije renovacije 2004.) je sagrađen u 1980./1982. Bio je napravljen za Europsko prvenstvo u atletici 1982. godine. Također je bio domaćin Mediteranskih igara 1991. i Svjetskog prvenstva u atletici 1997., jer nije uspio dobiti domaćinstvo Olimpijskih igara 1996.
Olimpijski stadion koriste najveći atenski nogometni klubovi: Panathinaikos i AEK. Panathinaikos je koristio stadion u 2005. godini, u sezoni 2007./08. vratili su se na stadion Apostolos Nikolaidis, ali su se u sezoni 2008./09. opet koristili Atenskim Olimpijskim stadionom, dok se ne sagradi Votanikos Arena, budući stadion Panathinaikosa.
Stadion se koristi i za koncerte, a najviše se pamte koncerti Tine Turner, The Rolling Stonesa i Madonne.

## Poznate utakmice
- Finale Kupa prvaka 1983. između Hamburga i Juventusa (1:0)
- Finale Kupa velesajamskih gradova 1987. između AFC Ajaxa i Lokomotiva Leipzig (1:0).
- Finale UEFA Lige prvaka 1994. između AC Milana i Barcelone (4:0).
- Finale UEFA Lige prvaka 2007. između AC Milana and Liverpoola (2:1).